# Enniskillen Castle

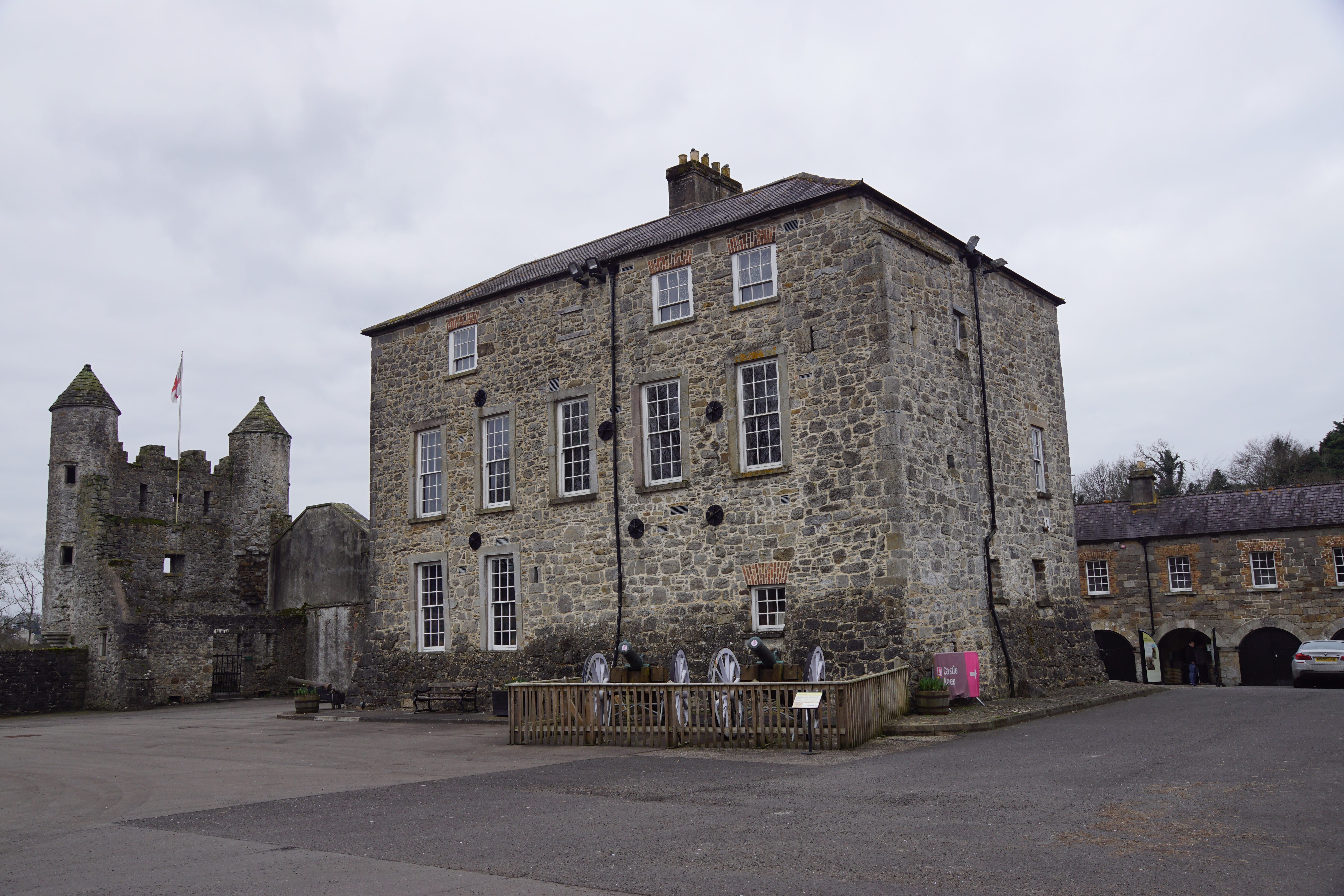
De donjon met links de waterpoort.

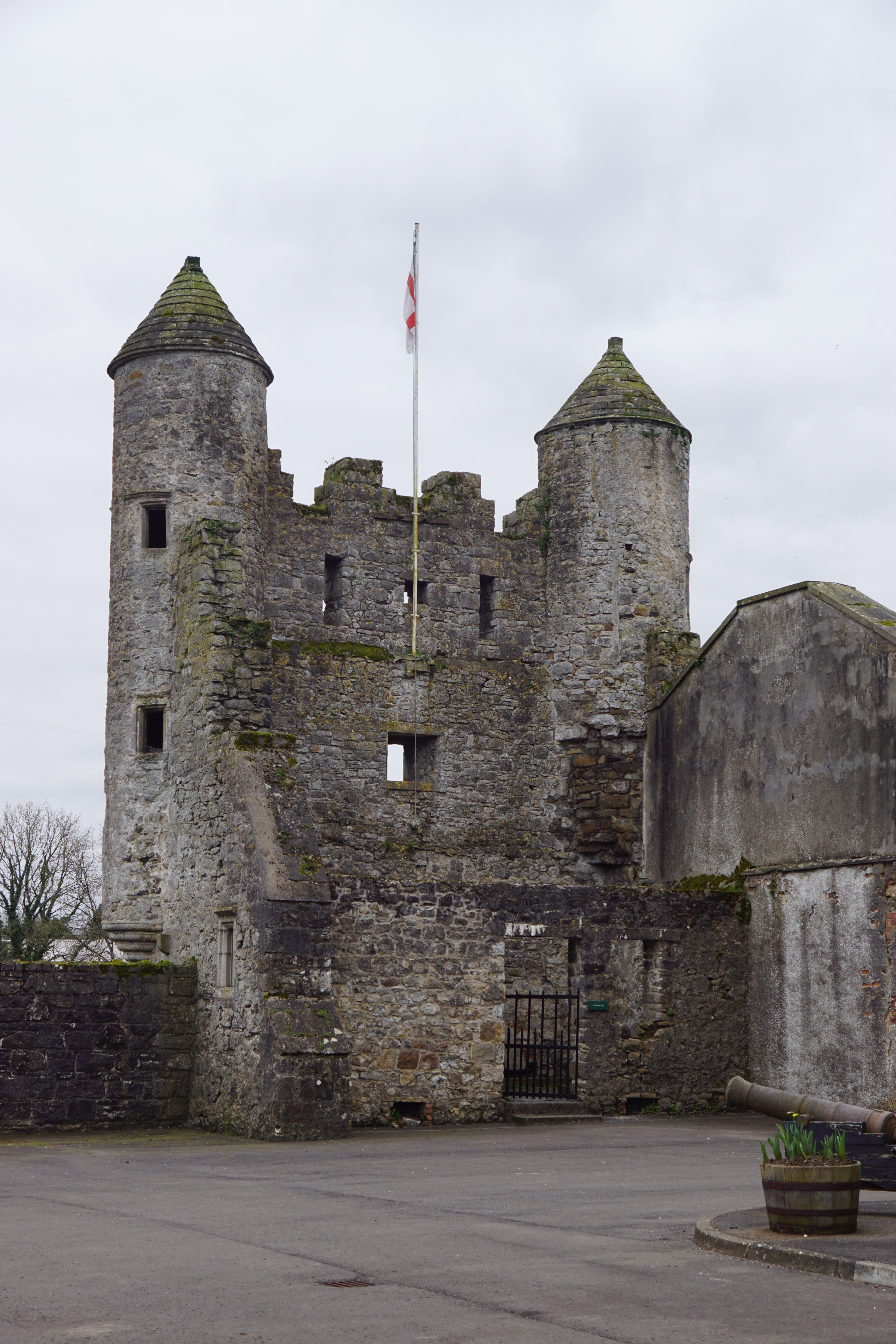
De vroeg 17e-eeuwse waterpoort.

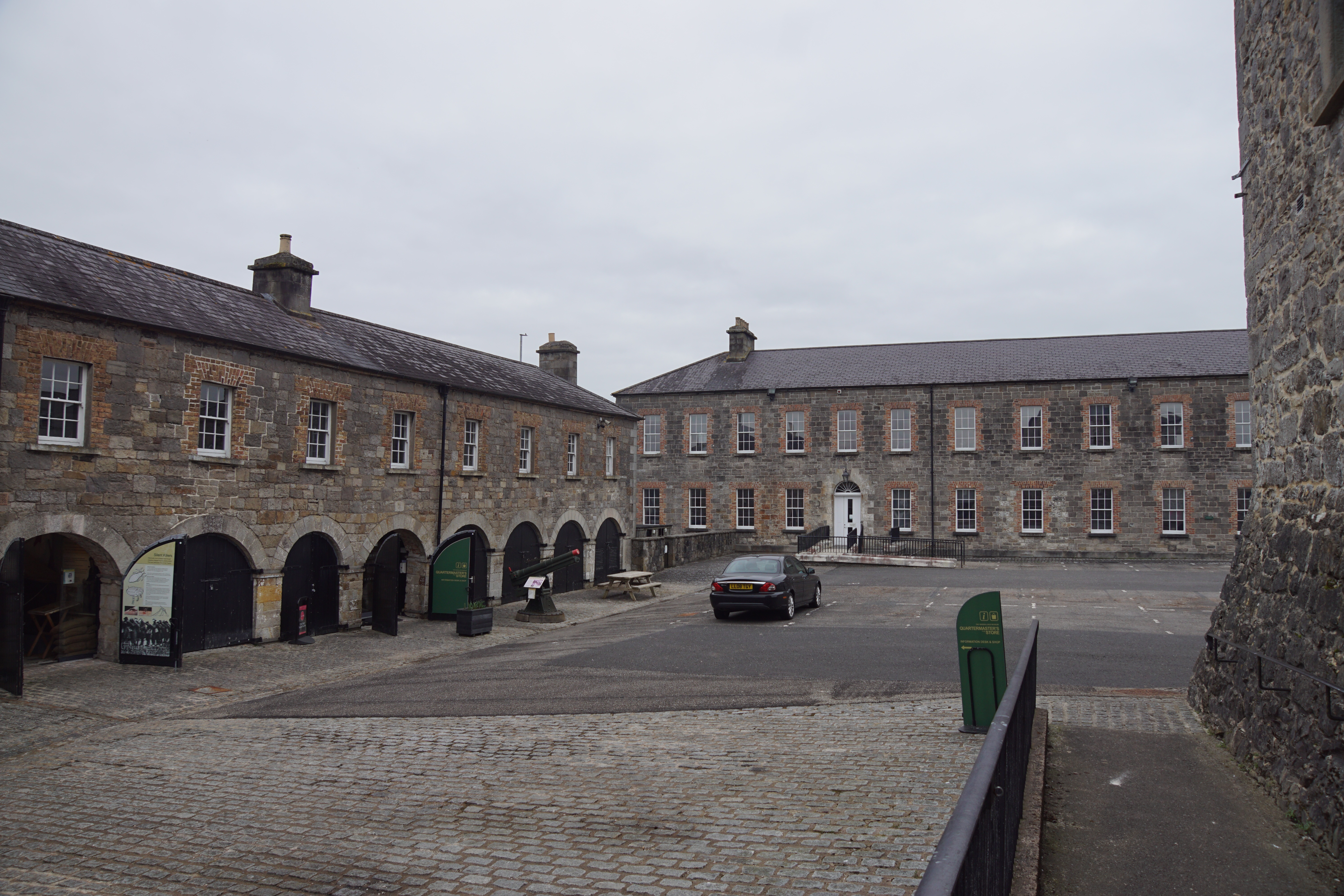
Barakken (met uiterst rechts de donjon).

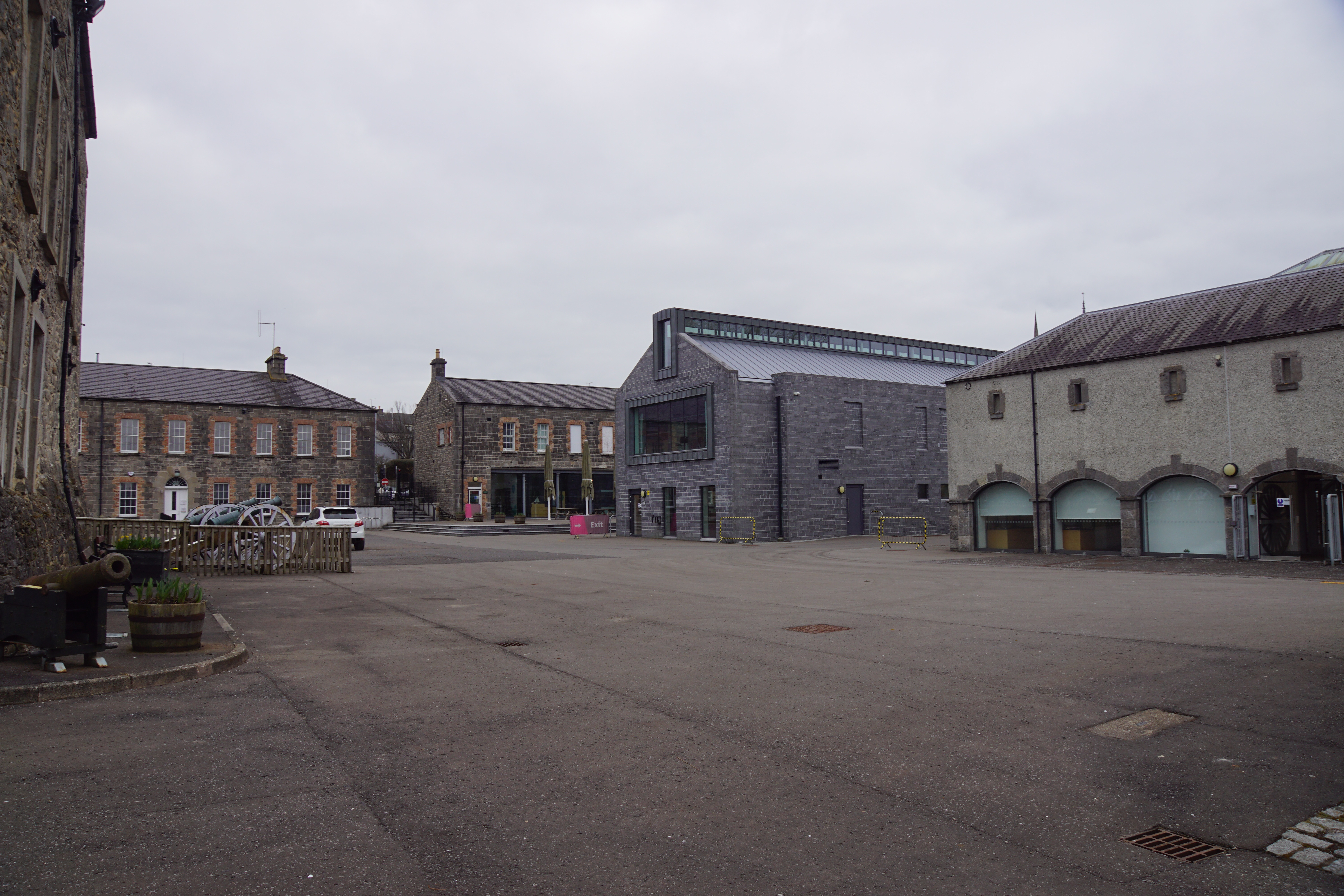
Fermanagh County Museum, het bezoekerscentrum en Heritage Centre (met uiterst links de donjon)).

Enniskillen Castle is een van oorsprong vijftiende-eeuws kasteel, gelegen in Enniskillen op het eiland van dezelfde naam, in County Fermanagh, Noord-Ierland. 
In de vijftiende en zestiende eeuw was Enniskillen Castle het familiekasteel van de Maguires. Tijdens de Engelse volksplantingen in Ierland werd het kasteel vanaf ongeveer 1607 een bolwerk van een Engelsman. Aan het eind van de achttiende eeuw werd het kasteel omgevormd naar een garnizoensfort met barakken.
Anno 2023 huisvest het kasteel het Fermanagh County Museum, het Inniskillings Museum, het plaatselijk Heritage Centre en het Fermanagh Visitor Information Centre (Fermanagh-bezoekerscentrum). 

## Geschiedenis
Enniskillen Castle werd in de vijftiende eeuw gebouwd door de familie Maguire op een van de routes naar Ulster. Traditioneel wordt Hugh Maguire, overleden in 1428 en bijgenaamd de Gastvrije, als bouwheer genoemd.
Tijdens de Engelse volksplantingen in Ierland nam kapitein John Dowdall in 1594  het kasteel in. Van dit beleg is een tekening van het kasteel bewaard gebleven. De donjon bestaat dan uit een vierkant blok van vier verdiepingen met een borstwering voorzien van kantelen. In 1607 werd het kasteel geschonken aan kapitein William Cole. Hij herbouwde de donjon en voegde er gebouwen voor opslag aan toe. Hij was gezien de stijlelementen ook verantwoordelijk voor de bouw van de waterpoort. Er wordt gezegd dat deze poort werd gebouwd door Chonnacht Og Maguire, die van 1566 tot 1589 de eigenaar van het kasteel was. De tekening die van het kasteel gemaakt werd tijdens het beleg van kap-tein Dowdall bevat deze poort echter niet wat het zeer onwaarschijnlijk maakt dat Maguire de bouwer was.
In de late achttiende eeuw werd het kasteel omgebouwd tot een garnizoensfort met barakken. Hierbij werd een greppel gegraven aan de noord- en oostzijde van het kasteel, waardoor de toegang tot het kasteel kwam te liggen aan de zuidoostelijke zijde. In de 21e eeuw komt men binnen door tussen twee gebouwen van twee verdiepingen door te lopen die van circa 1830 dateren. De gebouwen aan de westzijde van de binnenplaats die tegen de rivier aanliggen werden in 1796 gebouwd.

## Beschrijving
Enniskillen Castle ligt op de oostelijke oever van de rivier de Erne op het westelijke deel van het eiland, waar de rivier het breedst is.
De plattegrond van het kasteel is een vierkant dat 45 graden gedraaid is met een afgeronde hoek in het zuidwesten.
De huidige gebouwen van het kasteel zien er uit als vroeg negentiende-eeuwse gebouwen van twee verdiepingen om een plein waarop in het midden de donjon van drie verdiepingen staat. De donjon was ooit hoger want de kantelen en de bovenste (kleinere) verdieping zijn verwijderd. De grote ramen dateren van 1796 of uit de tijd van de regering van Willem IV van het Verenigd Koninkrijk. Enkel delen van de onderste verdieping zijn hoogstwaarschijnlijk uit de vijftiende/zestiende eeuw, de tijd dat het kasteel in handen was van de familie Maguire.
Aan de zuidwestelijke zijde van het kasteel bevindt zich de vroeg zeventiende-eeuwse waterpoort. De naam is misleidend, aangezien het gebouw nooit toegang heeft geboden tot het water. Deze 'waterpoort' heeft een drie verdiepingen hoge façade met getrapte kantelen en geflankeerd door twee relatief hoge, ronde torens in Schotse stijl die uitkragen vanaf de eerste verdieping en voorzien zijn van een stenen kegeldak. In de waterpoort bevindt zich een diepe put.

## Fermanagh County Museum
Het Fermanagh County Museum is een streekmuseum met aandacht voor de county vanaf de steentijd tot de moderne tijd, met bijvoorbeeld archeologische vondsten, diorama's. stenen figuren uit de Middeleeuwen en voorwerpen uit de industriële tijd.

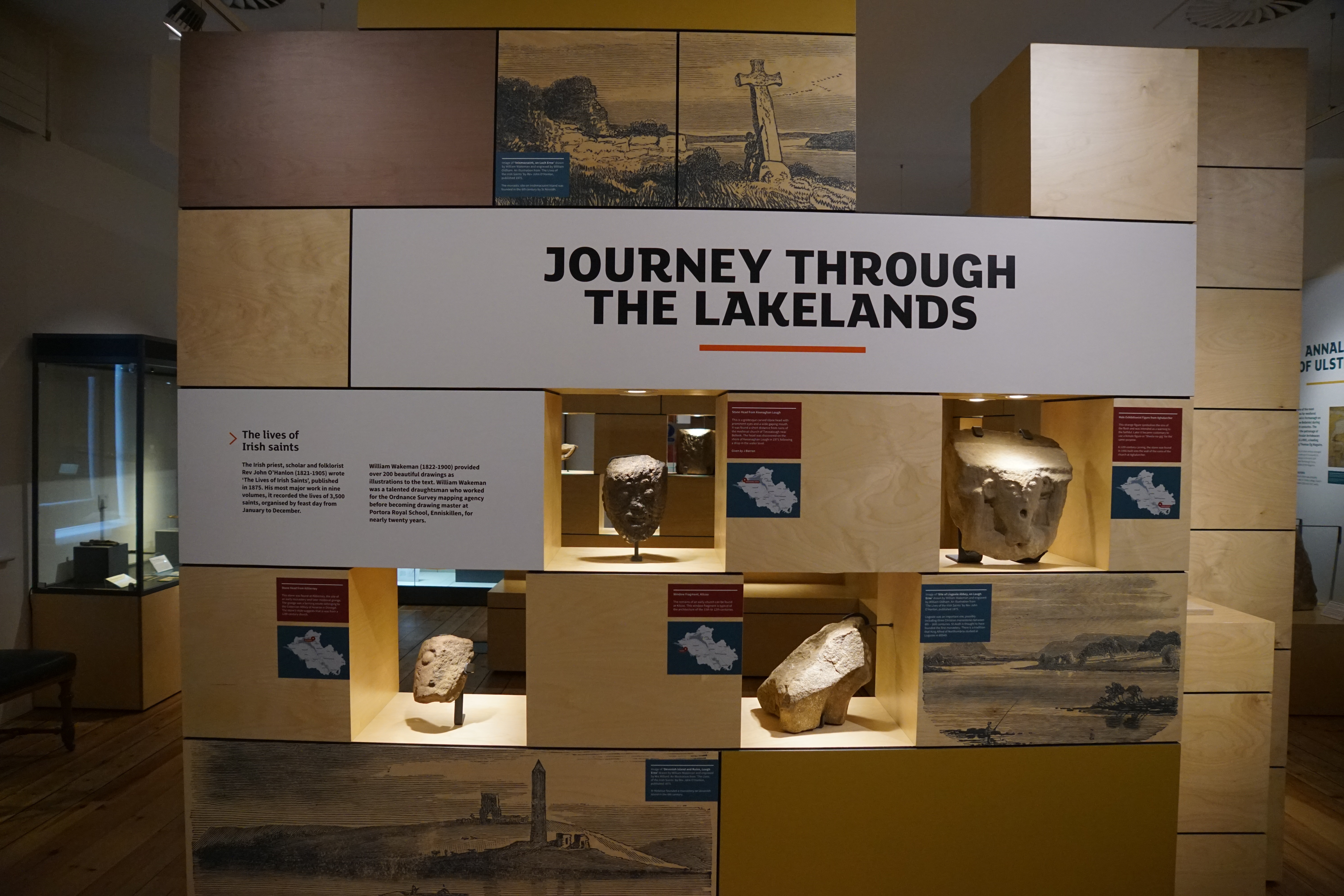
Tentoonstelling over de Lakelands
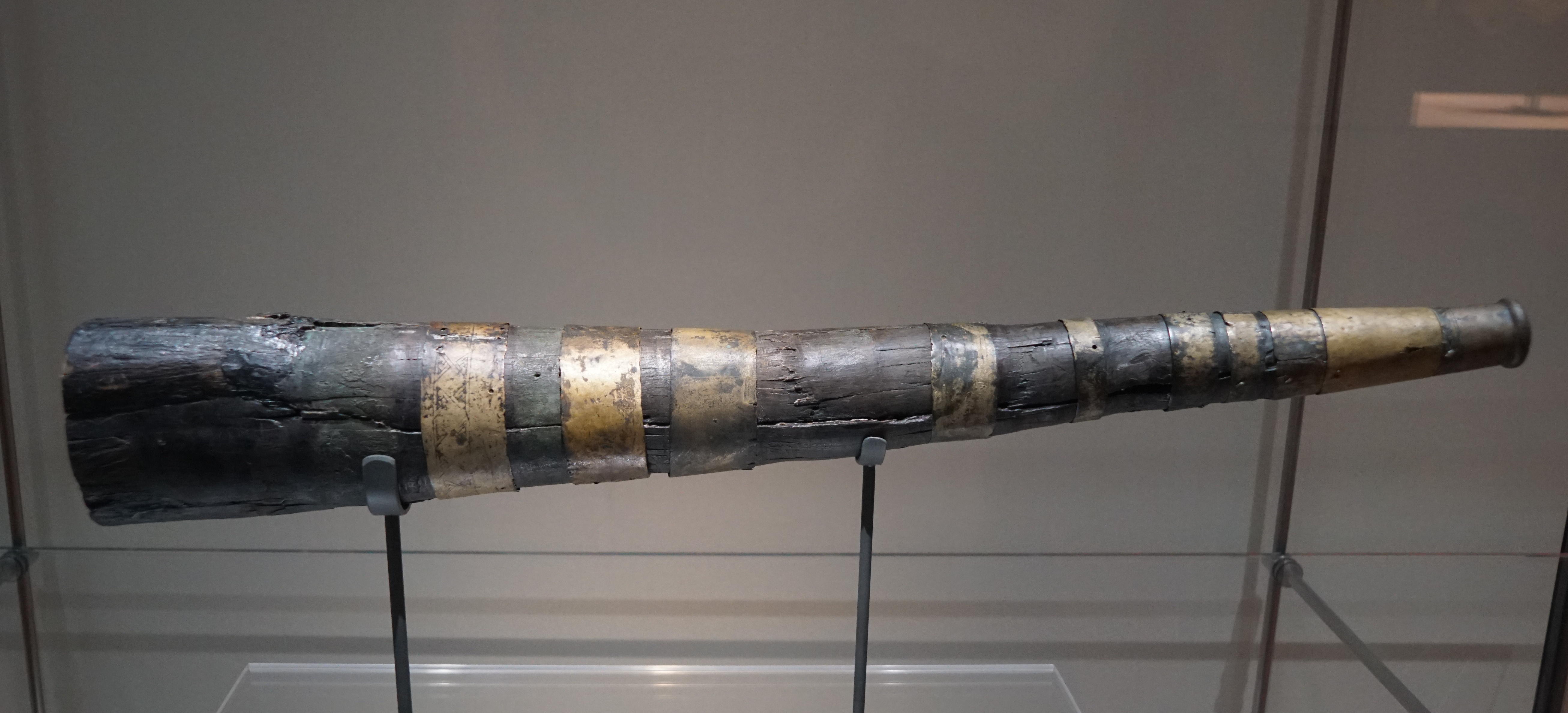
Een typische vroeg christelijke hoorn gebruikt op de rivier de Erne
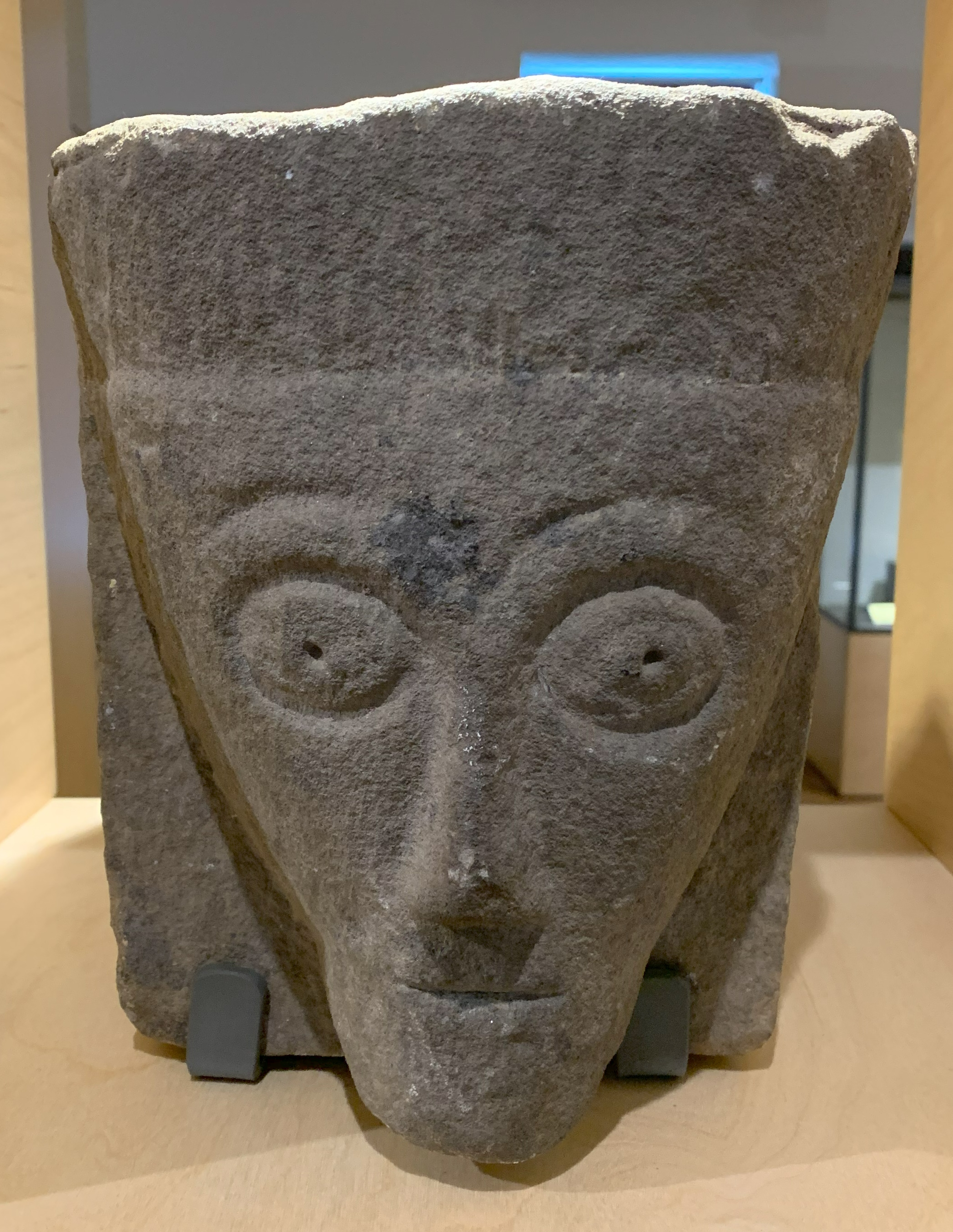
Een stenen hoofd uit de Middeleeuwen

## Inniskilling Museum
In 1688 werden in Enniskillen, ook bekend als Inniskilling, infanterie- en cavalerieregimenten gevormd, die later in het Britse leger dienden als de Royal Inniskilling Fusiliers en de 5th Royal Inniskilling Dragoon Guards. In de 21e eeuw zijn deze regimenten opgegaan in het Royal Irish Regiment en de Royal Dragoon Guards. In het Inniskilling Museum wordt de geschiedenis van deze regimenten verteld.

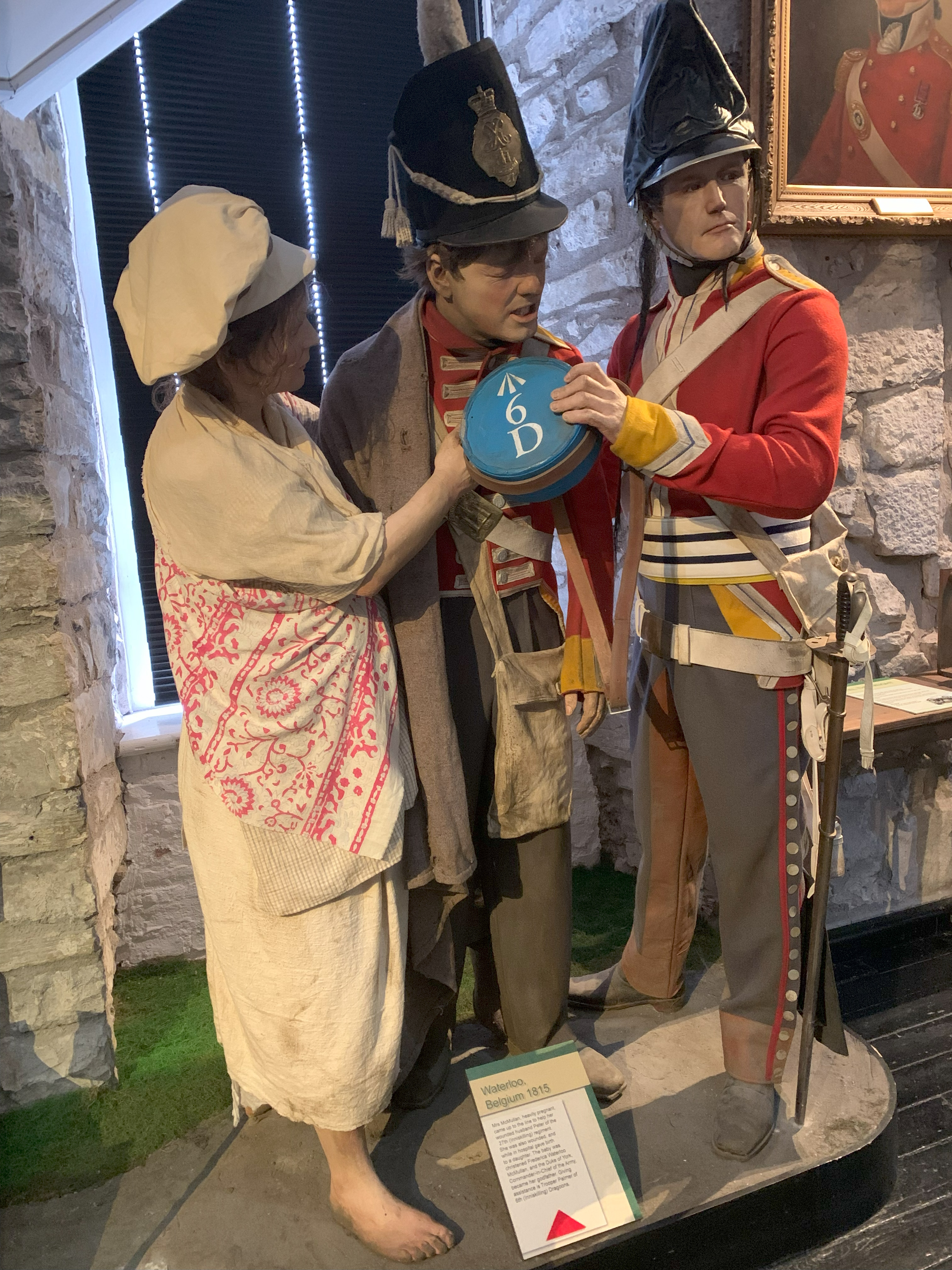
De Slag bij Waterloo (1815)
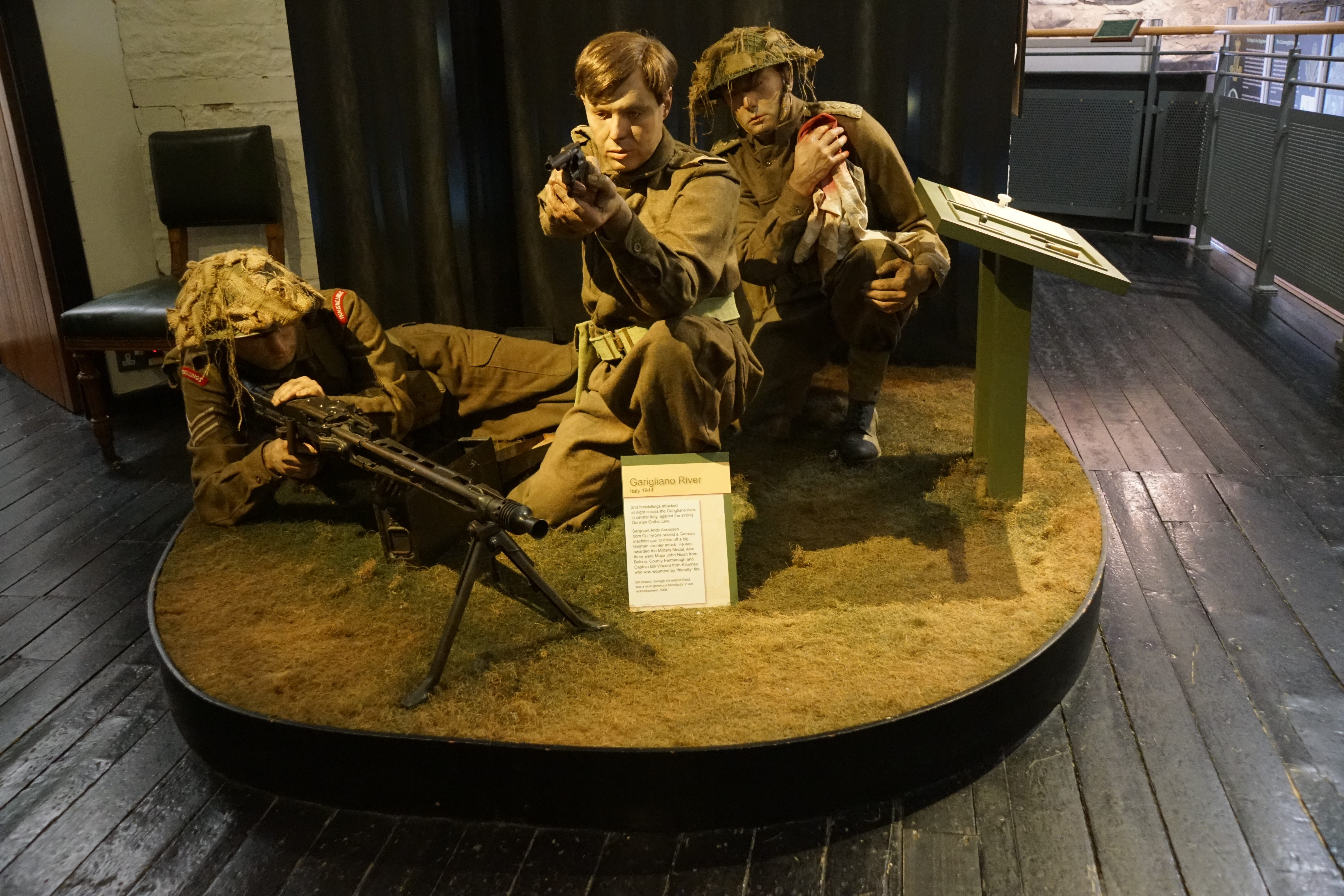
Het gevecht bij de Garigliano (1944)

## Heritage Centre

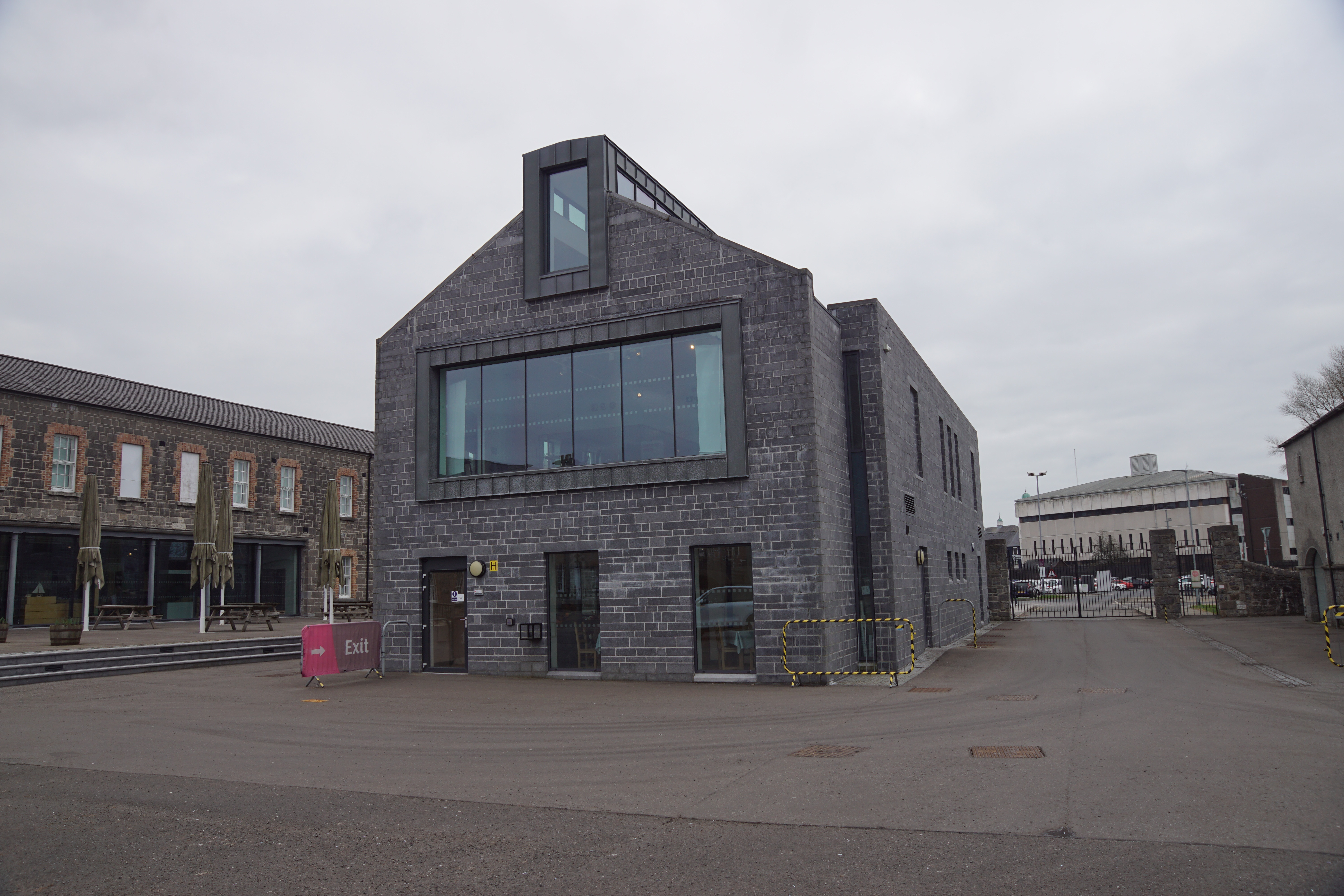
Het bezoekerscentrum.

Het Heritage Centre is voornamelijk gefocust op het verzamelen en ontsluiten van onder meer gegevens over de lokale geschiedenis en genealogie.

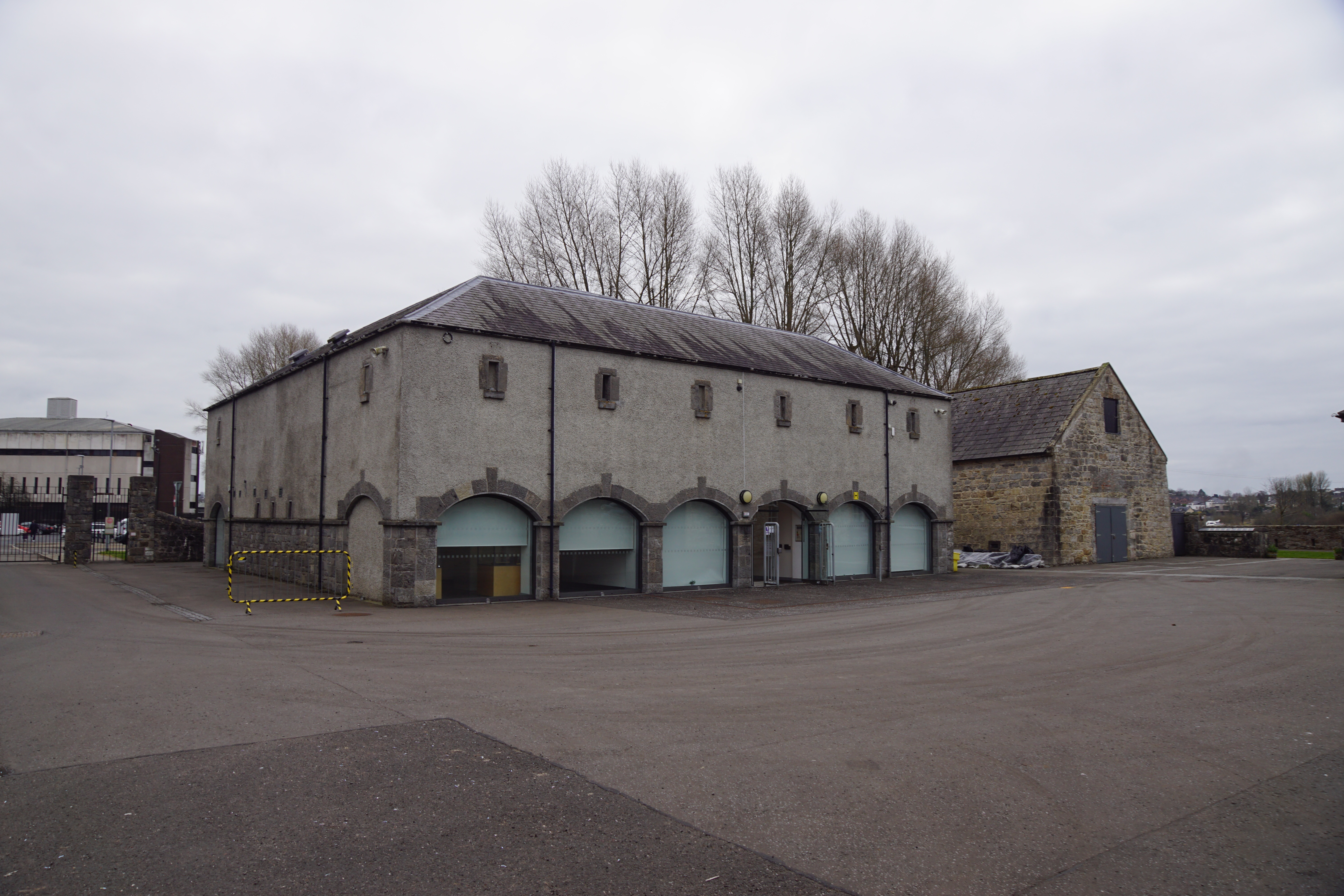
Het Heritage Centre
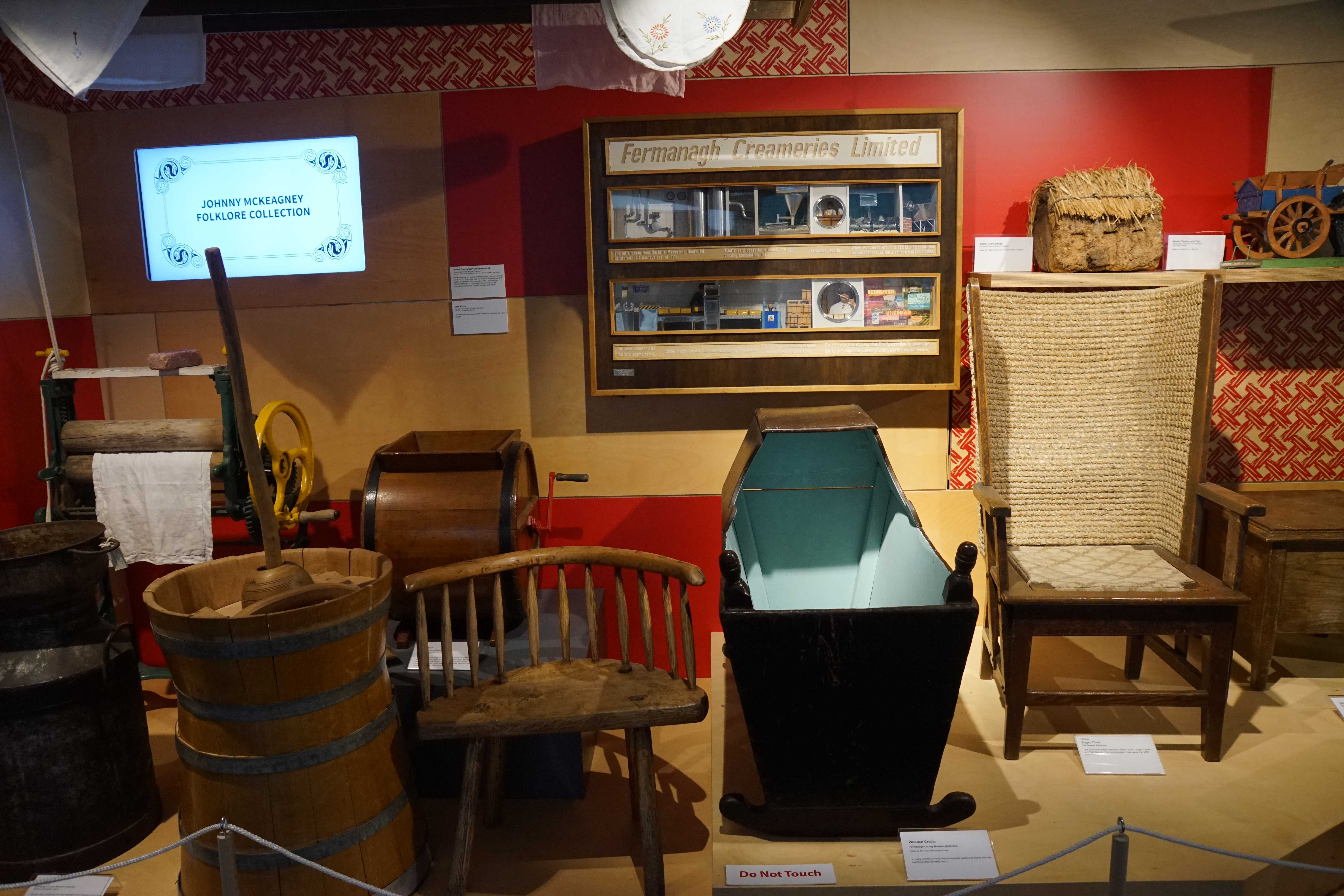
Een van de zalen

## Beheer
Enniskillen Castle is een State Care Monument. Het complex wordt mede beheerd door de Fermanagh & Omagh District Council.